# Taichi Hara
Taichi Hara (原 大智, Hara Taichi, Tokio, 5 mei 1999) is een Japans voetballer die als aanvaller speelt bij FC Tokyo.

## Clubcarrière
Hara begon zijn carrière in 2017 bij FC Tokyo.

## Interlandcarrière
Hara speelde met het nationale elftal voor spelers onder de 20 jaar op het WK –20 van 2019 in Polen.